# Die Wikinger
Die Wikinger (Originaltitel: The Vikings) ist ein US-amerikanischer Abenteuerfilm des Regisseurs Richard Fleischer aus dem Jahr 1958, nach dem Roman The Viking von Edison Marshall (adaptiert von Dale Wasserman). Deutschland-Premiere war am 25. Dezember 1958.

## Handlung
Bei einem Überfall der Wikinger, den der grausame Ragnar anführt, wird der König von Northumbria getötet. Sein Cousin Ælle besteigt daraufhin den Thron, weil der König kinderlos war. Die Königswitwe Enid ist jedoch schwanger von Ragnar, der sie während des Überfalls vergewaltigte. Sie schickt ihr Kind, versehen mit einem als Amulett um den Hals getragenen Schmuckstein vom Knauf des königlichen Schwertes „Requiter“ (= alteng./altfrz.: Vergelter, Erwiderer) von Northumbria, nach Italien, um es vor dem machthungrigen Ælle zu schützen. Das Schiff, auf dem das Kind nach Italien reist, wird von den Wikingern unter Bjorn, dem engsten Freund Ragnars, gekapert. Die Mannschaft weiß jedoch nichts über das Kind und versklavt es. Der Junge wächst als Sklave heran und wird Erik genannt. 20 Jahre später, längst ist Königin Enid gestorben, flieht Lord Egbert, vom tyrannischen Ælle des Hochverrats angeklagt, nach Norwegen und findet bei Ragnar Asyl. Dort trifft er auch Erik, der um seinen Hals immer noch das Amulett seiner Mutter trägt. Egbert entdeckt daraufhin Eriks wahre Abstammung und Identität.
Erik und sein Halbbruder Einar, Ragnars raubeiniger und ungestümer Sohn, geraten in unversöhnlichen Hass und Streit, nachdem Eriks Falke Einar ein Auge ausgehackt hat. Einar hatte Erik zuvor gedemütigt und zu Boden geworfen, worauf dieser seinen Raubvogel auf Einar losstieß. Die Dorfschamanin Kitala rettet Erik vor der sofortigen Hinrichtung, indem sie ihn unter Odins Schutz stellt. Erik wird daraufhin einem Gottesurteil überstellt, in ein Becken geworfen, das sich bei Flut mit Wasser füllt, damit der oberste Gott der Wikinger über ihn richte. Die Schamanin ruft Odins Töchter, die Walküren, an mit der Bitte, den Nordwind zu schicken, der die Flut zurückdrängen möge. Auch Erik fleht Odin um Beistand an, der Nordwind setzt ein und treibt das Wasser zurück, Erik ist gerettet. Egbert, der hinzukommt und den halb erfrorenen Erik aus dem Wasser zieht, beansprucht ihn vor Einar als seinen Sklaven, damit er ihn bei Gelegenheit nach Northumbria bringen und als König ausrufen kann.
Aufgrund von Informationen, die die Wikinger von Lord Egbert erhalten haben, kann Einar vor der Küste von Wales das Schiff kapern, in dem die walisische Prinzessin Morgana zur Hochzeit mit Ælle gebracht werden sollte, und die Prinzessin zur Siedlung der Wikinger entführen. Erik und Einar verlieben sich in die Prinzessin, was ihre Feindschaft noch verstärkt. Nach einem handfesten Wikingersaufgelage will der betrunkene Einar Morgana vergewaltigen. Erik schlägt seinen Halbbruder nieder und flieht mit Morgana, Kitala und dem stummen afrikanischen Freund Sandpiper in seinem selbst gebauten Boot, mithilfe eines improvisierten Kompasses, nach England. Sie werden von Einar und Ragnar verfolgt. Ragnars Langboot sinkt im Nebel, woraufhin Einar, der Ragnar für tot hält, die Verfolgung abbricht. Erik kann Ragnar jedoch vor dem Ertrinken retten und in sein Boot ziehen. Ragnar wird an Land von Ælle gefangen genommen. Ælle lässt ihn fesseln und will ihn in eine Wolfsgrube werfen lassen. Damit Ragnar einen echten Wikingertod sterben und nach Walhall kommen kann, schneidet Erik Ragnars Fesseln durch und gibt ihm sein Schwert. Der lachende Ragnar springt zwischen die Wölfe und kämpft bis zum Tode. Ælle fühlt sich deshalb von Erik verraten, lässt ihm die linke Hand abschlagen, die Hand, die dem Wikingerkönig das Schwert reichte, ihn in sein Boot werfen und überlässt ihn dem Meer.

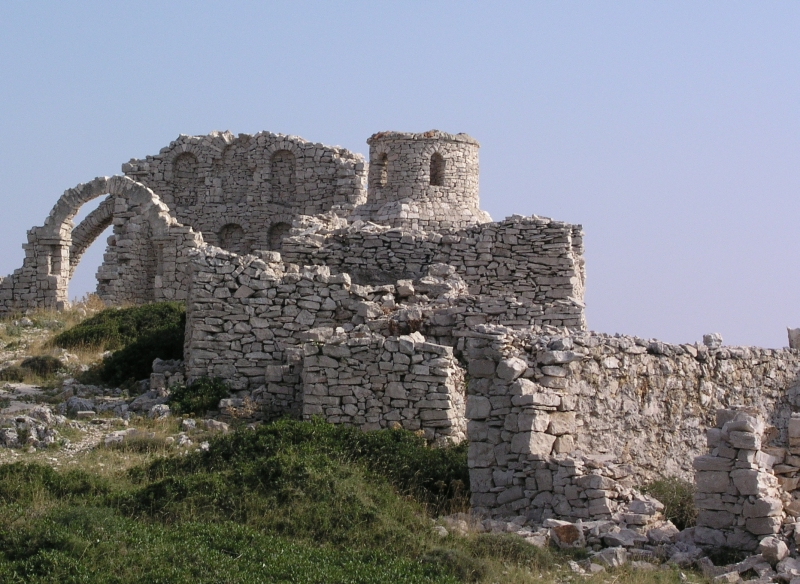
Eine der Locations auf den Kornaten in der Adria

Erik schafft es, Einars Dorf zu erreichen. Er erzählt seinem erregten Halbbruder und den Wikingern unter dem aufgebrachten Bjorn die wahren Zusammenhänge vom Tode Ragnars und zeigt ihnen Ælles Rache dafür, dass er Ragnar ermöglicht hat, wie ein Wikinger zu sterben – seinen linken Armstumpf. Einar fasst den Plan, Northumbria anzugreifen und seinen Vater zu rächen. Einar und Erik schließen einen Waffenstillstand und segeln Richtung England. Beim Sturm auf Ælles Schloss kann Einar unter dem Feuerschutz seiner Bogenschützen mit einem Riesensatz den Burggraben überspringen, sich an den von den Wikingern in die Zugbrücke geworfenen Äxten emporklimmen und sie herunterlassen. Während die Wikinger sich auf die Angelsachsen stürzen, suchen Erik und Einar nach der Prinzessin. Erik entdeckt Ælle und wirft ihn in die Wolfsgrube. Im höchsten Turm des Schlosses findet Einar Morgana. Erik stößt hinzu, um die Prinzessin zu retten. Nun flammt die alte Feindschaft zwischen Einar und Erik wieder auf. Es kommt zu einem Schwertkampf zwischen den beiden. Eriks Klinge zerbricht, Einar könnte ihn nun leicht töten. Doch Einar zögert, da er erkennt, dass er seinen Halbbruder vor sich hat. Erik stößt Einar die zerbrochene Klinge in den Bauch. Er gibt seinem sterbenden Bruder aber dessen im Kampf heruntergefallenes Schwert in die Hand, damit er Walhalla erreichen kann. Einar bekommt ein Wikingerbegräbnis: Sein Leichnam wird auf ein Langboot gelegt, das mit Brandpfeilen angezündet wird.

## Hintergrund
- Bei einem Budget von 5 Millionen US-Dollar spielte der Film in den USA etwas über 6 Millionen US-Dollar ein.[1]
- Gedreht wurde in Bayern (Walchensee), im Fort La Latte (Frankreich) (Burgszenen), im Hardangerfjord (Norwegen) und im Lim Fjord (Kroatien).
- In der englischen Originalfassung ist Orson Welles als Erzähler zu hören. Für die deutschsprachige Fassung übernahm Curd Jürgens diesen Part.
- Der Filmvater von Kirk Douglas, Ernest Borgnine, war in Wirklichkeit anderthalb Monate jünger als Douglas.
- Der Filmeditor Elmo Williams war bei diesem Film auch der Regisseur des zweiten Drehteams.
- Der schon 1948 mit dem Oscar ausgezeichnete Regisseur Fleischer wurde später mit Die phantastische Reise, Doktor Dolittle, Jahr 2022… die überleben wollen und Conan der Zerstörer berühmt.
- Der Produzent Bresler wurde schon 1944 mit dem Oscar geehrt, allerdings für den besten Kurzfilm.
- Weitere oscarprämierte Mitarbeiter am Set waren: Ernest Borgnine (Oscar 1955), Kameramann Cardiff (Oscar 1948) und Filmeditor Williams (Oscar 1953).
- Der nicht im Abspann genannte Sound-Mixer Gordon K. McCallum gewann erst 1972 einen Oscar, der Kamera-Techniker Walter Wottitz wurde 1963 ausgezeichnet.
- Der Film war in den USA und Mitteleuropa ziemlich erfolgreich. In Skandinavien jedoch floppte der Film trotz Starbesetzung in den Kinos. Dies könnte daran liegen, dass die Erwartungen des skandinavischen Publikums, das vermutlich besser mit dem Wikingerstoff vertraut war, die im Film gezeigten Wikinger nicht als solche erkannte. In den Ländern außerhalb Skandinaviens waren wohl die Kenntnisse weniger gut, so dass man sich eher für diesen Wikinger-Western begeistern konnte.

## Umsetzung des Mittelalterstoffes

### Bezug auf historische Fakten
Raubzüge brachten die Wikinger gegen Ende des 8. Jahrhunderts nach England, weil sie bei ihren Raubzügen im heutigen Gebiet von Frankreich große Verluste erlitten hatten und neues Beutegebiet suchten. Der erste dokumentierte Überfall von Kriegern aus Skandinavien auf den Britischen Inseln fand im Jahr 789 statt. Oft kamen die Krieger aus dem heutigen Dänemark, aber sie segelten auch von Norwegen oder Island nach England über. Der northumbrische König Ælle aus dem Film existierte als historische Person tatsächlich und regierte von 866 bis 867. Auf jeden Fall regierte er viel kürzer als dies im Film geschieht (20 Jahre). Es ist auch bekannt, dass Ælle 867 von Wikingern getötet worden ist. Einer Legende nach (auf welcher der Film basiert) hatte Ælle in einer Schlacht zu einem früheren Zeitpunkt den Wikinger Ragnar gefangen genommen; dies kann aber nicht nachgewiesen werden. 867 zog eine große Wikingerarmee, angeführt von den zwei Brüdern Ivar und Halfdan (der Legende nach die Söhne von Ragnar, aber auch dies ist nicht bewiesen), nach York, der damaligen Hauptstadt von Northumbria, besiegte die Armee von Ælle in einer Schlacht und tötete diesen. Die im Film gezeigte Kleidung und Architektur entspricht eher dem Hochmittelalter als der Wikingerzeit, Ähnliches gilt auch für Details wie die Falkenjagd. Man kann also sagen, dass sich das Drehbuch des Filmes an historische Personen und Ereignisse anlehnt, der Film aber nicht den Anspruch hat, die historischen Tatsachen korrekt wiederzugeben. Wo es der Spannung dient, wird die „Geschichte“ nach Belieben umgeschrieben. Auf welche zeitgenössische Forschungsliteratur sich der Film bezieht, ist nicht bekannt.

### Hierarchie der Personen
Auf der einen Seite steht der Königshof von Northumbria mit König Ælle an der Spitze. Verschiedene namentlich nicht genannte Fürsten und Bedienstete umgeben ihn. Morgana, die Prinzessin von Wales, ist Ælle als Frau versprochen. Auf der anderen Seite steht die Wikingergemeinschaft mit Ragnar an der Spitze und dessen Sohn Einar als Nachfolger. Sie bestimmen weitgehend das Schicksal der Gemeinschaft. Außerhalb dieser beiden Gemeinschaften, jedoch trotzdem für diese vonnöten, stehen die beiden „religiösen“ Personen: Der Hofgeistliche Godwin steht, so scheint es, außerhalb der königlichen Befehlsgewalt, ist jedoch in den Hof eingebunden. Kitala steht wie Godwin außerhalb der Befehlsstruktur, ist aber durchaus Teil der Gemeinschaft. Zwischen den beiden Gruppen steht Lord Egbert. Er hat König Ælle verraten und flieht zu den Wikingern, wo er wohl oder übel als geografischer Berater für Ragnar tätig ist, um sein Überleben zu sichern. Ebenfalls zwischen den Fronten stehen Erik und sein Gefährte Sandpiper. Einerseits ist er Thronfolger von Northumbria und Sohn von Ragnar, andererseits Sklave erst der Wikinger, dann von Lord Egbert.

### Ort und Zeit
Der Film spielt im 9. Jahrhundert, wobei zwischen der Anfangshandlung und der Haupthandlung 20 Jahre vergehen, und er teilt sich in zwei Schauplätze. Da ist einerseits das Königreich „Northumbria“ auf der britischen Insel, wo insbesondere im Thronsaal und Wolfsgraben der Königsburg weite Teile der Handlung spielen. Hier auf dem höchsten Turm der Burg findet auch der Höhepunkt des Films statt. Auf der anderen Seite ist das Wikingerdorf, welches in einem norwegischen Fjord liegt, ein zweites Zentrum der Handlung. Vor allem im zentralen Langhaus, aber auch im Umland des Dorfes spielen Teile des Films. Zwischen den beiden Handlungsorten befindet sich das Meer, das von den Wikingern mit ihren Drachenschiffen befahren wird und wo sich ein nicht unwichtiger Teil der Handlung abspielt. Es gibt je zwei Räumlichkeiten, die auf beiden Schauplätzen vorkommen und sich überschneiden. Da ist erstens der Thronsaal bzw. das Langhaus: Sie bilden das Zentrum der jeweiligen Gemeinschaft. An diesen beiden Orten werden die wichtigen politischen Entscheidungen getroffen und wird Recht gesprochen. Die zweite Überschneidung ist der „Folterort“, der ebenfalls in beiden Gemeinschaften existiert: In „Northumbria“ ist es der Wolfsgraben, im Wikingerdorf der „Tidal Pool“ (Gezeitenbecken) mit den (fleischfressenden?) Krebsen.

### Inszenierung
Die Wikinger werden stark durch ihre Drachenschiffe kenntlich gemacht. Sie sind ihr Schlüssel zur übrigen Welt und werden von ihnen auch sehr gut beherrscht, was durch mehrere Manöver gezeigt wird. Der Nebel gilt bei den Wikingern als mysteriöses, unheimliches Hindernis, das sie orientierungslos und manövrierunfähig macht. Nur mithilfe der Hörner ist ein kleines Maß an Orientierung möglich. Diese werden jeweils auch bei der Heimkehr geblasen und kommen in verschiedenen Variationen in der Filmmusik vor. Ein weiteres Zeichen für Wikinger sind die Bärte: Im Unterschied zu den Northumbriern tragen sie alle einen, außer Einar (Kirk Douglas), da er zu eitel ist. Weiter tragen die Wikinger Rundschilde im Kampf. Kenntlich gemacht wird das Königreich Northumbria vor allem durch die Burg des Königs. Vor der Burg liegen die Ländereien des Königs. In die Burg integriert ist eine Kapelle, die für den christlichen Einfluss in Northumbria steht.

#### Beleuchtung und Musik
Die Stimmung ist allgemein sehr düster. Die Innenaufnahmen sind sehr schattenreich, die Räume werden mit Fackeln beleuchtet. Auch die vielen Szenen, die in der Nacht spielen, tragen zu dieser bedrohlichen Stimmung bei. Die Liebesszene zwischen Erik und Morgana bildet einen krassen Gegensatz zur üblichen schattenreichen Beleuchtung: Hier wird High-key-Belichtung verwendet, da sich die beiden in einer sicheren Situation und romantischen Atmosphäre befinden.
Die Musik im Film ist durchgehend extradiegetisch. Es kommen Streich- und Blasinstrumente vor, welche von Trommeln und Horninstrumenten unterstützt werden. Sie sollen dem Geschehen eine mittelalterliche Atmosphäre verleihen. Die Musik unterstreicht je nach Handlung eine andere Stimmung: Sie kann fröhlich-vergnügt wirken, eine bedrohliche Situation suggerieren oder auch Spannung erzeugen.

#### Mittelalterliches Sprechen und Agieren
Die Wikinger handeln brutal und impulsiv. Raub wird als ein den Wikinger definierendes Element dargestellt: Burgen werden angegriffen, Schätze und Sklaven geraubt, und sogar Prinzessinnen werden entführt. Auch in den Heimatlanden geht es nicht weniger „barbarisch“ zu: In der Haupthalle wird stets getrunken und dabei gesungen und getanzt. Gegessen wird mit den Händen und getrunken aus Hörnern, die aus einem überdimensionierten Bier- oder Metfass von den Frauen aufgefüllt werden. Die Sprache jedoch weist, neben häufigen Anrufungen Odins, keine speziell mittelalterliche Konnotation aus. So verständigen sich Northumbrier und Wikinger jeweils problemlos auf Englisch. Die Northumbrier sprechen mit einem britischen Akzent, im Unterschied zu den Wikingern, welche einen amerikanischen Akzent haben. Der englische Akzent verleiht den Northumbriern einen höfischen Klang, das Amerikanische wirkt für den Zuschauer, welcher amerikanisches Englisch aus Hollywoodfilmen gewohnt ist, ganz gewöhnlich. In der Szene, in welcher Ælle gekrönt wird, ertönen lateinische Chöre, auch spricht der Bischof, welcher ihn krönt, lateinische Verse. Die Northumbrier handeln sehr viel differenzierter als die Wikinger, die verschiedenen Protagonisten agieren je nach ihren Charakteren, wobei aber wenig ans Mittelalter erinnert. Father Godwin und Morgana handeln fromm, Ælle kalt und grausam. Das Volk hingegen wird nur als agierende Masse gezeigt, es spricht nicht, und sein Handeln besteht lediglich aus dem Bebauen des Ackers, der Flucht vor den Wikingern und dem Kampf mit Schwert und Bogen. Der Alltag im Leben des Adels wird nie gezeigt, es scheint, als ob ihr Handeln lediglich aus „großen“ Taten und Entscheidungen bestünde (Krönung, Bestrafung, Verteidigung der Burg).

### Adaption des Mittelalterbildes
In The Vikings spielt der Alltag der Northumbrier eine sehr geringe Rolle. Es werden nur Szenen aus dem politischen Alltag am Hof des Königs gezeigt. Bei den Wikingern dagegen hat der Alltag einen größeren Stellenwert. Auch das Volk nimmt im Film allgemein eine sehr kleine Rolle ein. Bei den Northumbriern wird es nur ganz kurz gezeigt, typisch Mittelalterliches kann man dabei kaum erkennen. Wie das Volk aber gelebt hat, in welchem Verhältnis es zum Adel stand und wie es unter den Angriffen der Wikinger gelitten hat, wird nicht ersichtlich. Der Film macht den Anschein, als ob zwei vollkommen verschiedene Zivilisationen aufeinandertreffen, wobei die Wikinger viel „mittelalterlicher“ und weniger fortschrittlich erscheinen als die Northumbrier. Es gab aber schon im 8. Jahrhundert Kontakte (Handel, Kriege) zwischen angelsächsischen und nordeuropäischen Königreichen. Dies wird im Film kaum thematisiert (nur kurz im Konflikt zwischen Ælle und Egbert), so unbekannt waren sich die beiden Völker also nicht. Und auch die Tatsache, dass Northumbria durch Wikinger erobert worden ist, zeigt, dass diese kaum fortschrittlicher waren als die Wikinger. Auch die Stellung zwischen Northumbria und den anderen angelsächsischen Königreichen wird nicht thematisiert.
Der Held ist durch seine Erscheinung und sein Wesen dem modernen Publikum sofort sympathisch und passt eigentlich nicht in das inszenierte brutale Mittelalter. So ist seine Liebesbeziehung zur northumbrischen Prinzessin ebenfalls modern geprägt, da die beiden keinen Wert auf die gesellschaftlichen Normen legen.
Die im Intro verwendete Animation des Teppichs von Bayeux ist ein Anachronismus. Dieser zeigt die Eroberung Englands durch den Normannenherzog Wilhelm den Eroberer im 11. Jahrhundert, der Film spielt jedoch im 8./9. Jahrhundert. Interessanterweise würde die dargestellte Wikingerkultur auch eher ins 11. denn ins 8./9. Jahrhundert passen. Der Anachronismus wurde vom Regisseur wohl in Kauf genommen, da die dargestellten Figuren und die Geschichte auf dem Teppich von Bayeux sehr gut zur Geschichte von Die Wikinger passen. Auch der Abspann ist wieder im Stil des Wandteppichs von Bayeux gehalten, wobei hier sogar die Protagonisten des Films auf dem Teppich erscheinen. Produziert hat die Animation die United Productions of America Pictures Inc. im Limited-Animation-Verfahren.
Die im Film gezeigte Königsburg von Ælle ist das Fort La Latte, welches in der Bretagne liegt. Die Burg stammt aus dem 13. Jahrhundert. Die Northumbrischen Könige im 8./9. Jahrhundert residierten eher in befestigten Häusern denn in Burgen. Jedoch ist eine Burg natürlich viel publikumswirksamer. Es wird sich wohl um einen beabsichtigten Anachronismus handeln.

## Synchronisation
Die deutsche Synchronbearbeitung entstand 1958.
| Rolle        | Darsteller      | Synchronsprecher       |
| ------------ | --------------- | ---------------------- |
| Einar        | Kirk Douglas    | Arnold Marquis         |
| Erik         | Tony Curtis     | Gert Günther Hoffmann  |
| Ragnar       | Ernest Borgnine | Wolf Martini           |
| Morgana      | Janet Leigh     | Margot Leonard         |
| König Ælle   | Frank Thring    | Friedrich Schoenfelder |
| Pater Godwin | Alexander Knox  | Horst Niendorf         |
| Enid         | Maxine Audley   | Tilly Lauenstein       |
| Bridget      | Dandy Nichols   | Erna Sellmer           |
| Erzähler     | Orson Welles    | Curd Jürgens           |

## Kritiken
„Aufwendig produzierter und ausgestatteter Abenteuerfilm, der die barbarischen Kino-Sitten des nordischen Seefahrervolks illustriert. Prominent besetzt und gut gespielt.“

„Ein zeitlos imposantes […] pralles Hollywood-Abenteuer mit Top-Stars“

„Der […] Prachtschinken versteht es, seine beeindruckenden Vor-Ort-Aufnahmen zu verbinden mit glaubwürdiger Charakterzeichnung eines kraftstrotzenden, wagemutigen und wilden Volkes und mit dessen farbenprächtig wiedergegebenen kulturellen Riten und kriegerischen Taten. Ein spannendes Film-Völkerkundemuseum, Abteilung nördliche Eroberer. (Wertung: 2½ von 4 möglichen Sternen – überdurchschnittlich)“

„Auch wenn die historischen Fakten in diesem berühmten Kostümfilm nicht wirklich authentisch zu nennen sind, zeichnet er ein in weiten Teilen glaubwürdiges Bild der Wikinger als wagemutige und wilde Seefahrer, und auch die Charaktere wirken echt. Zudem besticht der Film durch farbenprächtig wiedergegebene Riten und beeindruckende Aufnahmen an Originalschauplätzen.“

„Mit seinen optisch reizvoll choreographierten Schlachtszenen und der überaus lebendig gezeichneten Lebensweise der ‚Nordmänner‘ zählt Richard Fleischers ‚Die Wikinger‘ zu den großen Klassikern des Abenteuergenres.“

## Auszeichnungen
- 1958 wurde Kirk Douglas für seine Darstellung mit dem Zulueta-Preis beim Internationalen Filmfestival von San Sebastián ausgezeichnet.
- 1959 gewann der Film den Golden Laurel als Top Action Drama.

## DVD-Veröffentlichung
- Die Wikinger. MGM Home Entertainment 2008.

## Soundtrack
- Mario Nascimbene: The Vikings. Original Motion Picture Soundtrack. Auf: The Vikings und Solomon and Sheba. Classic Hollywood Soundtracks. Drg (Koch International) 1996 – Originalaufnahme der Filmmusik unter der Leitung des Komponisten

## Vikings (2013)
Seit 2013 gibt es die kanadisch-irische Fernsehserie Vikings zum gleichen Inhalt.